# 2023年奧能登地震
2023年奧能登地震（日語：令和5年奧能登地震），是指2023年5月5日下午2時42分許发生于日本石川县能登半岛的地震。地震震中位于37°32.3′N 137°18.2′E / 37.5383°N 137.3033°E，震级为Mj 6.5级，震源深度约12千米，最大震度6強。并于震源机制解速报中推定，该次地震属于压力轴为北西－南东方向的逆断层型地震。此次地震是自2007年能登半島地震发生以来，石川县首次观测到震度6強的地震。
因受到此次地震影響，JR西日本宣布，北陸新幹線長野站至金澤站之間的列車停駛，不確定何時重啟營運。日本政府已於首相官邸的危機管理中心設置官邸對策室。

## 构造背景
日本列岛地处歐亞大陸板塊、北美洲板塊、太平洋板塊和菲律宾海板块四个板块的交界处，是组成环太平洋火山地震带的一部分。太平洋板块、北美洲板块和欧亚大陆板块、菲律宾板块互相碰撞，使得日本列岛逐渐从海底突起，这使得日本附近地区火山、地震等自然灾害频发。

## 各地烈度
下表列出了日本氣象廳震度等級達到4或以上的地區。
| 烈度 | 都道府縣 | 市區町村                                                         |
| ---- | -------- | ---------------------------------------------------------------- |
| 6强  | 石川县   | 珠洲市                                                           |
| 5强  | 石川县   | 能登町                                                           |
| 5弱  | 石川县   | 輪島市                                                           |
| 4    | 新潟县   | 長岡市 三条市 十日町市 妙高市 上越市 佐渡市 刈羽村               |
| 4    | 富山县   | 高岡市 冰見市 小矢部市 射水市 舟橋村                             |
| 4    | 石川县   | 金澤市 七尾市 小松市 羽咋市 河北市 能美市 志賀町 中能登町 穴水町 |
| 4    | 福井县   | 蘆原市 坂井市                                                    |

## 伤亡
此次地震造成1人死亡、27人受傷，一名男性死者在地震時從梯子上摔落，傷重送醫不治。強震造成多棟建築物倒塌。
位於石川縣珠洲市蛸島町的一座擁有1155年歷史的高倉彦神社，其門口大型石製鳥居、數座燈籠倒塌，並碎裂成無數塊。

## 另見
- 日本地震列表
- 2007年能登半島地震
- 能登群震
  - 2024年能登半島地震